# Arnoldo Alemán
José Arnoldo Alemán Lacayo (Managua, 23 gennaio 1946) è un politico nicaraguense, presidente del Nicaragua dal 10 gennaio 1997 al 10 gennaio 2002. Appartiene al PLC.